# Lluís Carreras
Lluís Carreras Ferrer (* 24. September 1972 in Sant Pol de Mar) ist ein ehemaliger spanischer Linksverteidiger, der während seiner aktiven Karriere unter anderem für den FC Barcelona, RCD Mallorca, Atlético Madrid und Deportivo Alavés aktiv war.

## Karriere
Lluís Carreras Ferrer wurde in der Jugendakademie vom FC Barcelona ausgebildet. Von 1991 bis 1993 absolvierte er 70 Spiele und schoss 21 Tore für die Amateure. Am 4. April 1993 gab er sein Debüt in der Profimannschaft beim 3:1-Sieg gegen CD Logroñés. Dies war allerdings das einzige Spiel in der Saison 1992/93.
Nach zwei Leihfristen bei Real Oviedo und Racing Santander kehrte er zur Saison 1995/96 zurück nach Barcelona. Obwohl er in dieser Saison 18 Ligaspiele bestritt, wurde der FC Barcelona nur Tabellendritter.
1996 wechselte er zu RCD Mallorca, wo er sich vom Anfang an als Stammspieler durchsetzen konnte. Bis zum Jahr 2001 absolvierte er 94 Spiele und schoss dabei acht Tore. Ähnliche Erfahrungen machte er auch bei Atlético Madrid, jedoch blieb er dort nur zwei Jahre. Danach folgte eine Saison bei Real Murcia. Dort absolvierte er 15 Spiele.
2004 wechselte er zu Deportivo Alavés. In Alavés konnte er sich jedoch nicht mehr durchsetzen. 2007 wurde Carreras von Dmitry Pietrman gekündigt, weil er auf einer baskischen Internetseite einige Angaben machte, die denen Pietrman nicht zufrieden war.
Nach diesem Vorfall beendete er seine aktive Karriere.

## Nationalmannschaft
Carreras spielte im Jahr 1990 für die spanische U-20 und absolvierte dort drei Spiele. Von 1992 bis 1994 bestritt er sieben Spiele für spanische U-21.